# Чечёра (приток Цыганки)
Чечёра (Чечо́ра, Чече́ра) — малая река на юге Москвы, в районе Южное Бутово Юго-Западного административного округа и поселении Воскресенское Новомосковского административного округа, левый приток реки Цыганки.

## География и гидрология
Длина реки с временным водотоком в верховьях составляет 4 км. Согласно Ю. А. Насимовичу, начинается в ложбинах весеннего стока в лесу к северо-западу от Бутовского кладбища. В настоящее время река берёт начало из Чечёрского пруда. Водоток проходит на запад вдоль Чечёрского проезда мимо деревни Щиброво, затем — вдоль Остафьевской улицы, по границе Южного Бутова и поселения Воскресенское и в районе деревни Язово (поселение Воскресенское) сливается с Корюшкой, образуя реку Цыганку.
Левыми притоками являются ручьи Щибровский и безымянный, на территории Щиброво реку могут питать воды искусственного происхождения. Речная долина неглубокая, с многочисленными болотами. Благодаря искусственному перераспределению воды Чечёра превосходит Корюшку по мощности, но в приустьевом участке уступает по ширине русла.

## Происхождение названия
По одной версии гидроним объясняется из русского географического апеллятива «чечёра» — старое русло реки, ставшее болотом, болотистым оврагом; болото (Смолицкая, 1997). Однако подобные гидронимы известны в Поочье: река Чичера (Чичаровка) в верховьях Протвы; реки Чичерка, Чичерлейка, озеро Чичерское в нижнем правобережном Поочье; река Чечора — приток Оки в Тульской области. Эти гидронимы нетипичны для славян и находятся в области балтийских или финно-угорских языков, распространённых здесь до славянской колонизации, поэтому они могут происходить из этих языков. Филолог В. Н. Топоров (1972, 1982) отмечает их балтийские соответствия: лит. Cicirys, латыш. Ciecere. 